# Iraquara
Iraquara là một đô thị thuộc bang Bahia, Brasil. Đô thị này có diện tích 800,332 km², dân số năm 2007 là 20752 người, mật độ 25,93 người/km².